# Agrostis sinorupestris
Agrostis sinorupestris là một loài thực vật có hoa trong họ Hòa thảo. Loài này được L.Liu ex S.M.Phillips & S.L.Lu mô tả khoa học đầu tiên năm 2006.